# Rheumaptera plotothrymma
Rheumaptera plotothrymma är en fjärilsart som beskrevs av Louis Beethoven Prout 1938. Rheumaptera plotothrymma ingår i släktet Rheumaptera och familjen mätare. Inga underarter finns listade.